# Ofelia Medina
Ofelia Medina (Mérida, 4 de março de 1950) é uma atriz, roteirista e ativista social mexicana.

## Telenovelas
- Tanto amor (2015) - Silvia Lombardo
- Secretos de familia (2013) - Nora Vda. de Ventura
- Los Rey (2012) - Manuela San Vicente de Rey
- A corazón abierto (2011) - Irene
- Para toda la vida (1996) -  Isabel Duval de Valdemoros / Elena
- La gloria y el infierno (1986) - Inés Arteaga
- Toda una vida (1981) - Alejandra Pastora
- Rina (1977) - Rina Galeana de Zubizarreta
- Paloma (1975) - Paloma Romero
- La hiena (1973) - Isabel Solís
- La señora joven (1972) - Susana Ricarte
- Las máscaras (1971) - Delia
- Lucía Sombra (1971) - Lucía Sombra

## Filmografia
- Panorama (2013)
- The Blue Eyes (2012)
- Memoria de mis putas tristes (2011)
- Colombiana: Em Busca de Vingança (2011)
- Las buenas hierbas (2010)
- Caleuche: El llamado del mar (2006)
- Un bel morir (2005)
- Agua con sal (2005)
- Club eutanasia (2005)
- Voces inocentes (2004)
- Ezequiel el volador (2004)
- Valentina (2004)
- Cuando te hablen de amor (2002)
- Before Night Falls (2000)
- Couleur Havane (1999)
- Un Muro de Silencio (1993)
- Gertrudis Bocanegra (1992)
- Nocturno a Rosario (1991)
- Camino largo a Tijuana (1991)
- Diplomatic Immunity (1991)
- Frida, Naturaleza Viva (1984)
- The Big Fix (1978)
- La palomilla al rescate (1977)
- Vacaciones misteriosas (1976)
- El hombre de los hongos (1976)
- Apolinar (1972)
- De qué color es el viento (1972)
- Uno y medio contra el mundo (1971)
- Las puertas del paraíso (1971)
- Muñeca reina (1971)
- Las figuras de arena (1970)
- Patsy, mi amor (1969)
- Paraíso (1969)
- Las Pirañas aman en Cuaresma (1969)
- Las rebelión de las hijas (1969)
- Las impuras (1969)
- La Paz (1968)